# Oxyopes jubilans
Oxyopes jubilans là một loài nhện trong họ Oxyopidae.
Loài này thuộc chi Oxyopes. Oxyopes jubilans được Octavius Pickard-Cambridge miêu tả năm 1885.